# Caleruega
Caleruega é um município da Espanha na província de Burgos, comunidade autónoma de Castela e Leão, de área 47 km² com população de 484 habitantes (2007) e densidade populacional de 10,3 hab./km².
A sua importância maior é ter aqui nascido São Domingos de Gusmão, fundador da ordem dos dominicanos.
Pertence à rede das Aldeias mais bonitas de Espanha.

## Demografia
| Variação demográfica do município entre 1991 e 2004 | Variação demográfica do município entre 1991 e 2004 | Variação demográfica do município entre 1991 e 2004 | Variação demográfica do município entre 1991 e 2004 |
| --------------------------------------------------- | --------------------------------------------------- | --------------------------------------------------- | --------------------------------------------------- |
| 1991                                                | 1996                                                | 2001                                                | 2004                                                |
| 416                                                 | 443                                                 | 430                                                 | 460                                                 |